# ملکا کنتوره
ملکا کنتوره (انگلیسی: Melka Kunture)(امهری: መልካ ቁንጥሬ) یک سایت پارینه‌سنگی در دره بالایی آواش، اتیوپی است. این سایت ۵۰ کیلومتر جنوب آدیس آبابا و در آن سوی رود آواش از روستای ملکا آواش قرار دارد. سه آبشار در پایین‌دست پل عبوری از رود آواش قرار دارند که دسترسی به جنوب و به سوی بوتاجیرا را فراهم می‌آورد. این سایت در سال ۲۰۲۴ به عنوان میراث جهانی یونسکو به ثبت رسید.
مساحت سطح حوضه این سایت حدود ۳٬۰۰۰ کیلومتر مربع است و توسط آتشفشان‌های پلیوسن محدود شده است. مراکز آتشفشانی اصلی شامل واچچا و فوری در شمال، بوتی و آگویابی در جنوب هستند. مرز شرقی آن با شکاف اصلی گسل رفی اتیوپی مشخص می‌شود که بخشی از سیستم بزرگ کافت شرق آفریقا است.
منطقه ملکا کنتوره از دره‌هایی تشکیل شده است که طبقات داخلی آن‌ها در برابر فرسایش مقاومت کرده‌اند. ضخامت قابل مشاهده این رسوبات حدود ۳۰ متر است، اما ضخامت تجمعی سطوح مختلف حدود ۱۰۰ متر می‌باشد. رویکرد ساختاری، تفروس‌تراتیگرافیک و لیتوستراتیگرافیک اخیر دیدگاه‌های جدیدی را در مورد تکامل زمینه زیست‌محیطی فعالیت‌های انسان‌تباران در این منطقه فراهم کرده است. دره رود آواش از حدود ۴ تا ۵ میلیون سال پیش به عنوان مرکز سکونت انسان‌تباران بوده است. رود آواش پس از هر دوره آتشفشانی مهم مسیر خود را دوباره برقرار کرده و هر بار سطح جدیدی از فرسایش پایه‌ای را ایجاد کرده است. جریان آب این رودخانه و شاخه‌های آن زمینه رسوبی مواد آتشفشانی بازسازی‌شده‌ای را فراهم کرده‌اند که سایت‌های باستان‌شناسی موجود در سازند ملکا کنتوره را دفن و حفظ کرده‌اند.

## تاریخچه پژوهش‌ها
سایت ملکا کنتوره که در سال ۱۹۶۳ توسط ژرار دکر کشف شد، در سال ۱۹۶۴ توسط ژرار بایلود مورد بررسی قرار گرفت و سپس به‌طور سیستماتیک توسط یک مأموریت فرانسوی به رهبری ژان شاویون (۱۹۶۵–۱۹۸۲ / ۱۹۹۳–۱۹۹۵) کاوش شد. از سال ۱۹۹۹، یک مأموریت ایتالیایی به رهبری مارچلو پیپرنو برای وزارت امور خارجه ایتالیا و دانشگاه رم «لا ساپینزا» در این سایت فعالیت کرده است و این همکاری با سازمان تحقیق و حفاظت از میراث فرهنگی وزارت فرهنگ و گردشگری اتیوپی و دفتر فرهنگ و گردشگری اورومیا انجام می‌شود.

## توالی‌های باستان‌شناسی
در این سایت بیش از ۳۰ مکان اقامت باستانی کشف شده است. تاریخ‌گذاری این یافته‌ها از طریق لایه‌های آتشفشانی به جا مانده از فوران‌های کوه زوکوالا، در شمال شرقی ملکا کونتوره انجام شده است. تحلیل‌های محیط‌شناسی دیرینه نشان می‌دهد که این سایت یک زیستگاه مرتفع مختلط بوده است.
پیشنهاد شده بود که آثار باستانی الدوایی و اوایل آشولی از ملکا کونتوره به قدمت ۲ میلیون سال پیش بازمی‌گردد، اگرچه با تحلیل‌های دقیق کرونوستراتیگرافی این فرضیه به‌طور قطعی رد شده است.
توالی باستان‌شناسی با سایت اولدوایی کاره آغاز می‌شود که حدود ۱٫۷ میلیون سال قدمت دارد و می‌توان آن را به سطح B گومبوره I که در کرانه راست رود آواش واقع شده مرتبط دانست. سایت اولدوایی هم‌زمان احتمالی دیگری در گاربا IV مستند شده است. توالی مغناطیسی-استراتیگرافیک جارامیلو بین توف A، که بر روی سایت‌های اولدوایی قرار دارد، و توف B قرار دارد که تاریخ‌گذاری آن بین ۱٫۰ و ۰٫۸۴ میلیون سال پیش است. برخی سایت‌های مهم مانند گاربا XII و سیمبرو III که به فاز انتقالی از اواخر اولدوایی به آغاز آشولی (گاربا XII) یا به فاز باستانی آشولی (سیمبرو) قابل تاریخ‌گذاری هستند، نیز در این بازه زمانی قرار دارند.
فاز بعدی آشولی آفریقایی به خوبی در چندین سایت در منطقه گومبوره II (تاریخ‌گذاری شده به حدود ۰٫۸ میلیون سال پیش) نمایان است. جدیدترین سایت آشولی، گاربا I است که تاریخ‌گذاری آن به حدود ۰٫۵ میلیون سال پیش می‌رسد، در حالی که پایان این توالی طولانی در ملکا کنتوره با سایت گاربا III نشان داده می‌شود که تاریخ‌گذاری آن به حدود ۰٫۲ میلیون سال پیش است و می‌توان آن را به عنوان یک سایت انتقالی به دوران سنگی میانه در نظر گرفت. برخی از سطوح فهرست‌شده در بالا بقایای انسان‌های مختلف را به همراه داشته‌اند: یک قطعه استخوان بازو از «H". cf. "erectus» در گومبوره I؛ یک‌نیمه فک از یک کودک «H." cf. "erectus» در گاربا IV؛ دو قطعه جمجمه انسان راست‌قامت در گومبوره II؛ و سه قطعه جمجمه انسان خردمند باستانی در گاربا III.
دوران سنگی جدید شرق آفریقا در ملکا کنتوره به‌طور ضعیفی مستند شده است و تاکنون تنها برخی یافته‌ها از سایت‌های ووفی و کلا را شامل می‌شود. کمتر از ۷ کیلومتر از ملکا کنتوره، در سایتی به نام بالچیت، برش‌های عظیمی از ابسیدین وجود دارد. همان‌طور که تجزیه و تحلیل‌های اخیر از نمونه‌هایی از چندین سایت در ملکا کنتوره نشان می‌دهند، این برش‌ها از ابتدای فازهای اولدوایی به عنوان منبع مهمی از مواد خام مورد استفاده قرار گرفته‌اند. استخراج ابسیدین در منطقه ملکا تا دوره‌های تاریخی ادامه یافت و انبوه‌های وسیعی از ده‌ها هزار تیغه، هسته و آثار این سنگ آتشفشانی به جا گذاشته است.

## نمایشگاه‌ها
یک موزه در سایت توسط کمیسیون فرهنگ و گردشگری اورومیا با کمک مالی از اتحادیه اقتصادی اروپا ساخته شده است که شامل چهار ساختمان با نمایشگاه‌ها است—یکی در مورد آفریقا پیش‌تاریخ، دیگری در مورد زمین‌شناسی و آتشفشان‌شناسی، سومی در مورد پالیوان‌انرولوژی، و چهارمی در مورد پیش‌تاریخ ملکا کنتوره. همچنین یک «موزه فضای باز» وجود دارد که حفاری‌های دو سایت آشولی که به ۰٫۸ میلیون سال پیش تاریخ‌گذاری شده‌اند را نمایش می‌دهد.
در حال حاضر (مه ۲۰۱۶) یک موزه جدید در حال ساخت است که توسط بانک جهانی تأمین مالی می‌شود.